# Referendo sobre a permanência do Reino Unido na União Europeia em 2016
O referendo sobre a permanência do Reino Unido na União Europeia foi um plebiscito que aconteceu em 23 de junho de 2016 com o intuito de decidir o futuro do Reino Unido na União Europeia. A permanência britânica no bloco econômico tem sido controversa e é, constantemente, motivo de debates desde que o país se juntou à Comunidade Econômica Europeia (CEE, ou "mercado comum") em 1973. A votação terminou como uma vitória para os que eram favoráveis à saída do Reino Unido da União Europeia com 52% dos votos válidos contra 48% daqueles que queriam que a nação permanecesse na EU.
Elaborado pelo Partido Conservador, o manifesto que pedia um referendo foi apresentada e aprovada no Parlamento do Reino Unido, em 2015. Essa foi a segunda vez que os britânicos são convidados a votar sobre a presença da Grã-Bretanha no bloco. Em 1975, 67% dos eleitores votaram favoráveis à inclusão do país, como um estado-membro da União Europeia.
Os defensores da saída do Reino Unido da união política e econômica – comumente referida simplesmente como Brexit (uma siglonimização na língua inglesa, tendo como base "British" e "exit", respectivamente, "Britânico" e "saída") –, argumentam que a União Europeia traz um déficit democrático e mina a soberania nacional de seus membros, ao passo que os que são favoráveis pela permanência do país, dizem que em um mundo com muitas organizações supranacionais, qualquer perda de soberania é compensada por benefícios da adesão à União Europeia. Para o primeiro grupo, a saída do país permitira que a nação tivesse maior controle da imigração, gerando uma diminuição pela busca de serviços públicos, habitação e emprego; geraria uma economiza de bilhões, devido as taxas pagas pelo país ao bloco; e daria autonomia para o Reino Unido firmar seus próprios acordos comerciais, libertando-se da burocracia e das políticas regulamentadoras da UE, que são classificadas por eles de "desnecessários e caros". O segundo grupo, que querem a permanência do país, listam que a saída do país do bloco geraria um risco a propriedade nos países-membros do Reino Unido; haveria uma diminuição da influência sobre assuntos internacionais; colocaria em risco a segurança nacional, uma vez que o país não contaria com o acesso ao banco de dados comum de criminosos da Europa; além de acabar esbarrando em barreiras comerciais entre o Reino Unido e a União Europeia. Além disso, eles ainda argumentam que a decisão de saída, geraria a perda de empregos, atrasos nos investimentos e traria riscos paras empresas britânicas.
A organização "Reino Unido mais Forte na Europa", em tradução literal, é o principal grupo que fez campanha pela permanência do Reino Unido na União Europeia, enquanto o "Vote pela Saída", em tradução literal, é o principal grupo opositor, isto é, que fez campanha pela saída do país do bloco.
Em um pleito apertado, resultados divulgados no dia seguinte a votação deram vitória ao movimento Brexit, por mais de um milhão de votos em favor da saída do Reino Unido da União Europeia.

## Respostas

### Posição dos partidos
A tabela abaixo mostra apenas os partidos políticos que possuem eleitos na Câmara dos Comuns do Reino Unido, no "devolution" e no Parlamento Europeu.
| Posição     | Partidos políticos                            | Partidos políticos                             | Ref           |
| ----------- | --------------------------------------------- | ---------------------------------------------- | ------------- |
| Permanência |                                               | Partido da Aliança da Irlanda do Norte         | [ 12 ] [ 13 ] |
| Permanência |                                               | Partido Verde da Inglaterra e do País de Gales | [ 14 ]        |
| Permanência | Partido Verde                                 |                                                |               |
| Permanência |                                               | Partido Trabalhista                            | [ 15 ] [ 16 ] |
| Permanência |                                               | Liberal Democratas                             | [ 17 ]        |
| Permanência |                                               | Plaid Cymru - O Partido do País de Gales       | [ 18 ]        |
| Permanência |                                               | Partido Verde Escocês                          | [ 19 ]        |
| Permanência |                                               | Partido Nacional Escocês (SNP)                 | [ 20 ] [ 21 ] |
| Permanência |                                               | Sinn Féin                                      | [ 22 ]        |
| Permanência | Partido Social Democrata e Trabalhista (SDLP) |                                                |               |
| Permanência |                                               | Partido Unionista do Ulster (UUP)              | [ 23 ]        |
| Saída       |                                               |                                                |               |
|             | Partido Unionista Democrático (DUP)           | [ 24 ] [ 25 ]                                  |               |
|             | Aliança Antiausteridade (PBP)                 | [ 26 ]                                         |               |
|             | Voz Unionista Tradicional (TUV)               | [ 27 ]                                         |               |
|             | Partido da Independência (UKIP)               | [ 28 ]                                         |               |
| Neutro      |                                               | Partido Conservador                            | [ 29 ]        |

Entre os partidos menores, o Grã-Bretanha Primeiro, o Partido Nacional Britânico (BNP), o éirígí, o Partido Respeito, a Coalizão Sindicalista e Socialista (TUSC), o Partido Social Democrata (SDP) e o Independência da Europa apoiam a saída do Reino Unido da União Europeia. O Partido Socialista Escocês (SSP) apoia a permanência, enquanto o Partido da Igualdade das Mulheres (WE) não teve nenhuma posição oficial a respeito.
Todos os partidos representados no Parlamento de Gibraltar apoiaram a permanência: os Social Democratas de Gibraltar (GSD), Partido Socialista Trabalhista de Gibraltar (GSLP) e o Partido Liberal de Gibraltar.

### Ministros de Estado
O Gabinete do Reino Unido, órgão responsável pelas decisões políticas e estruturais dos departamentos governamentais, presidido pelo primeiro-ministro ao lado de chefes ministeriais do governo, após o anúncio do referendo, em fevereiro, apoiaram a permanência do país no bloco econômico. Foram 23 votos favoráveis, dos 30 ministros. Iain Duncan Smith, que votou pela saída, renunciou ao cargo em 19 de março e foi substituído por Stephen Crabb, que apoia a permanência.

### Países europeus
A grande maioria dos países europeus gostariam que o Reino Unido continuasse parte da União Europeia, segundo pesquisa da TNS: 65% dos franceses, 79% dos alemães, 64% dos poloneses, 62% dos finlandeses, 62% dos dinamarqueses, 62% dos tchecos, 63% dos holandeses e 66% dos residentes de Luxemburgo eram a favor do Reino Unido se manter no bloco europeu. A maior parte dos europeus - inclusive os britânicos - acreditavam que o referendo decidiria pela manutenção da presença do Reino Unido na União Europeia, ao contrário do que realmente ocorreu.
- França - Marine Le Pen, líder da Frente Nacional francesa, descreveu a possibilidade de um Brexit como "a queda do muro de Berlim", e comentou que tal decisão seria "maravilhosamente extraordinária para todos os povos da Europa, que anseiam por liberdade".[43] Ela acredita que todos os países do bloco deveriam realizar referendo para que a população possa decidir e, afirma que assim o fará, caso seja eleita nas próximas eleições presidenciais francesas em 2017.[44] Uma pesquisa realizada em novembro de 2015, mostrou que 59% dos franceses são favoráveis a permanência da Grã-Bretanha na União Europeia.[45] Poucos dias antes do referendo no Reino Unido, os franceses mudaram de opinião, e um novo estudo mostrou que a França havia se tornado o país do bloco cuja população mais apoiava o Brexit."A França é o único país onde mais de um quarto do público diz que seria positivo para a UE se o Reino Unido saísse", mostrou o estudo.[46] O Ministro da Economia, Finanças e Indústria da França, Emmanuel Macron, declarou em entrevista que o referendo mostra que a União Europeia está "no fim de uma Europa ultraliberal que já não tem projeto político". Ele defende uma mudança maior no bloco econômico e, apesar de se mostrar favorável a atitude britânica de convocar a população para decidir, classifica o mesmo referendo como "perigosa", considerando tal atitude faz com que os demais países do bloco se tornem reféns.[47]
- Itália - O MoVimento 5 Estrelas, que se apresentou como alternativa aos partidos tradicionais no país nas últimas eleições, e conseguiu eleger prefeitos em várias cidades da Itália, apoia um plebiscito para que os italianos escolham se preferem continuar tendo o euro como moeda.[44] Para eles, o referendo realizado no Reino Unido, obriga os políticos italianos a repensar a presença do país no bloco.[44]
- República Tcheca - O primeiro-ministro da República Tcheca Bohuslav Sobotka sugeriu que o seu país iria iniciar um debate sobre uma possível saída do bloco, caso o Reino Unido votasse a favor da saída.[48] O ex-presidente tcheco Václav Klaus disse que a saída da Grã-Bretanha da União Europeia seria um evento tão grande quanto a dissolução da Tchecoslováquia, em 1991.[49]

### Portugal
Augusto Santos Silva, ministro dos Negócios Estrangeiros, disse que Portugal tem "enorme vontade" que o Reino Unido permaneça como membro da União Europeia. "O Reino Unido é muito importante para a União Europeia. A União Europeia não será a mesma sem o Reino Unido, mas evidentemente continuará sem o Reino Unido, mas com o Reino Unido nós teremos melhores condições para o impulso de que precisamos todos", disse.
O Reino Unido é o quarto maior parceiro internacional de Portugal, porém, a imprensa portuguesa acredita que a saída do país do bloco econômico, poderia criar instabilidade nos mercados e restrições aos emigrantes portugueses no Reino Unido. O economista Rui Bernardes Serra disse à Lusa  que a economia portuguesa teria seu crescimento abrandado ou estagnado, sendo o turismo, cujo peso dos britânicos representam 20,2% teria uma queda, resultado de uma "recessão que o Reino Unido vivenciaria, bem como a queda da libra, que tornarias as viagens ao exterior bem mais caras".
Durante entrevista, Santos Silva disse que o governo português irá trabalhar para "acautelar os interesses dos portugueses, qualquer que seja o resultado do referendo, seja ele a permanência ou a saída", sendo que, se o país optar pela permanência, Portugal irá acompanhar os acordos firmados, ao passo que, se os britânicos optarem pela saída, o país irá trabalhar pelos interesses de emigrantes no Reino Unido.
Antes mesmo do fim da contagem de votos, o ministro Santos Silva declarou que a permanência do Reino Unido na União Europeia, representa uma "vitória política", ressaltando que, independentemente do resultado, o interesse dos imigrantes é a prioridade.

### Respostas dos não europeus

#### Brasil
Durante um encontro de representantes do governo brasileiro com membros da Confederação das Indústrias Agrícolas do Reino Unido, em Londres, um alto funcionário do Brasil foi questionado sobre a posição do país em relação ao Brexit ─ o plebiscito sobre a permanência do Reino Unido na União Europeia. A resposta do mesmo foi que a prioridade do governo brasileiro "é negociar com a União Europeia e não com o Reino Unido individualmente".

#### Organizações Internacionais
G20
Em fevereiro de 2016, os ministros financeiros das maiores economias do G20 avisaram que a saída da União Europeia, levaria em um "choque" na economia global.
Fundo Monetário Internacional
Em fevereiro de 2016, Christine Lagarde, diretora geral do Fundo Monetário Internacional (FMI), alertou que a incerteza sobre o referendo seria, "em si", ruim para parte da economia britânica. Ela acrescentou que a saída do Reino Unido da União Europeia é "obrigatoriamente negativo de todos os modos".

#### Outros países
- China - O presidente chinês Xi Jinping disse, em outubro de 2015, que apoia a permanência da Grã-Bretanha na União Europeia: "a China espera ver uma Europa próspera e uma UE unida, e espera que a Grã-Bretanha, como um membro importante da UE, possa desempenhar um papel ainda mais positivo e construtivo na promoção do aprofundamento do desenvolvimento dos laços China-UE".[59]
- Estados Unidos - No mesmo período, Michael Froman, do Departamento de Comércio dos Estados Unidos, declarou que o país não estava interessado em um acordo de livre comércio com o Reino Unido, caso os britânicos optem por sair da União Europeia, indo de encontro com uma das teses dos favoráveis ao Brexit, que dizem que a Grã-Bretanha teria melhores condições de negociação e acordos de livre comércios bilaterais com seus parceiros comerciais.[60] No mesmo mês, o Embaixador dos Estados Unidos para o Reino Unido, Matthew Barzun, reiterou a declaração de Froman, dizendo que o o Reino Unido é "melhor e mais forte" permanecendo no bloco e que, apesar de ser uma escolha do povo britânico, é do interesse dos Estados Unidos a permanência do país.[61][62]
- Indonésia - O presidente da Indonésia, Joko Widodo, declarou durante uma viagem à Europa que não era a favor do Brexit.[63] Ranil Wickremesinghe, primeiro-ministro do Sri Lanka, emitiu uma nota dizendo estar "muito preocupado" com a possibilidade de saída do Reino Unido da União Europeia.[64]
- Moldova - O primeiro-ministro de Moldova, Pavel Filip, pediu aos cidadãos de seu país que vivem no Reino Unido que conversasse com amigos britânicos e os convencesse a votar pela permanência na União Europeia.[65]
- Rússia - O presidente russo Vladimir Putin afirmou que a questão sobre a saída do Reino Unido da União Europeia "não é um assunto" da Rússia, e que não queria opinar sobre qual seria a melhor decisão. Disse apenas desejar que os cidadãos britânicos votem e o façam "bem informados e conhecendo as consequências" de uma eventual saída.[66][67] Maria Zakharova, porta-voz do Ministério das Relações Exteriores da Rússia, reiterou a declaração de Putin, dizendo que o país "não tem nada a fazer com o Brexit. Não estamos envolvidos neste processo de forma alguma, e nem tempos qualquer interesse nele.[68]

## Voto, locais de votação e contagem

As doze regiões que compõem o Reino Unido.
Sair
Permanecer

A votação se iniciou a partir das 7h00 até às 22h00 (6h00 às 21h00 para Gibraltar), no horário de verão britânico, em 41 mil zonas eleitorais e 383 locais de votação, sendo cada local limitado pelo máximo de 2 500 eleitores. O referendo foi realizado em todos os quatro países do Reino Unido, bem como em Gibraltar, com um único voto da maioria. As áreas de voto foram agrupados em doze grupos regionais de contagem, onde houve a declaração separadas para cada uma das contagens.
Na Inglaterra, assim como no referendo de 2011 sobre as mudanças eleitorais no país, os 326 distritos foram utilizados como locais de votação, que contaram com nove locais de contagens regionais. Na Escócia e no País de Gales, foram 32 locais  utilizados como locais de votação. A Irlanda do Norte, assim como em seu último referendo, contou com um único local de contagem de votos. De semelhante modo, Gibraltar, contou com uma única área de votação e seu resultado adicionado e contabilizado junto com a região Sudoeste da Inglaterra.
A tabela a seguir mostra a repartição das áreas de voto e de contas regionais utilizadas para o referendo.

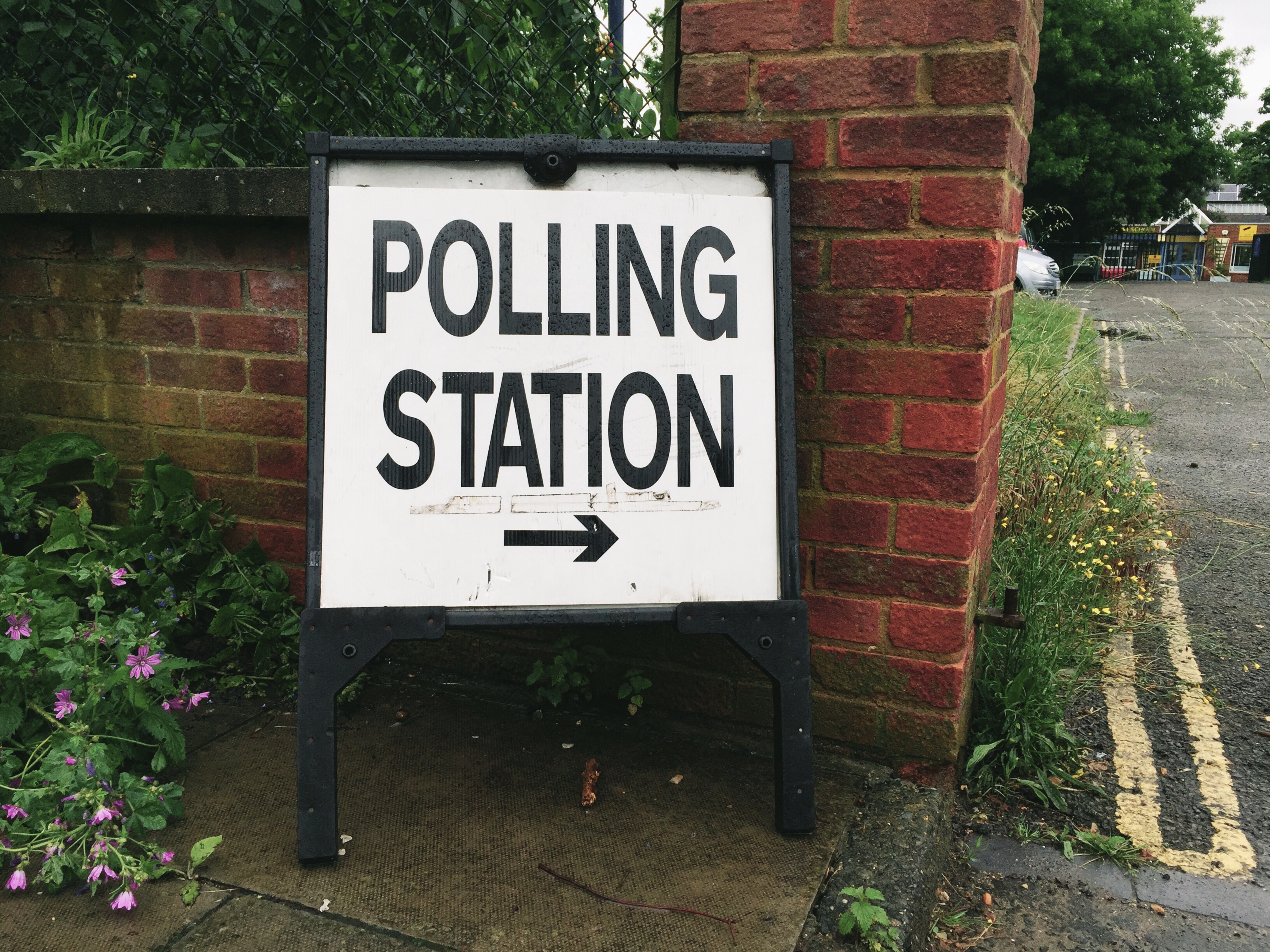
Entrada de um local de votação na Inglaterra, na manhã do referendo. A placa diz: "Local de votação por ali".

| País        | Contagens e áreas de voto                                                                   |
| ----------- | ------------------------------------------------------------------------------------------- |
| Reino Unido | Declaração do resultado do referendo; 12 grupos de contagem de votos; 382 locais de votação |

| País constituinte | Contagens e áreas de voto                                         |
| ----------------- | ----------------------------------------------------------------- |
| Inglaterra        | 9 grupos de contagem de votos; 326 locais de votação              |
| Irlanda do Norte  | Contagem nacional e área de votação limitada 18 locais de votação |
| Escócia           | Contagem nacional; 32 locais de votação                           |
| Gales             | Contagem nacional; 22 locais de votação                           |

| Território britânico ultramarino | Área de votação                                                   |
| -------------------------------- | ----------------------------------------------------------------- |
| Gibraltar                        | Área de votação única (tribunal regional: Sudoeste da Inglaterra) |

## Resultado

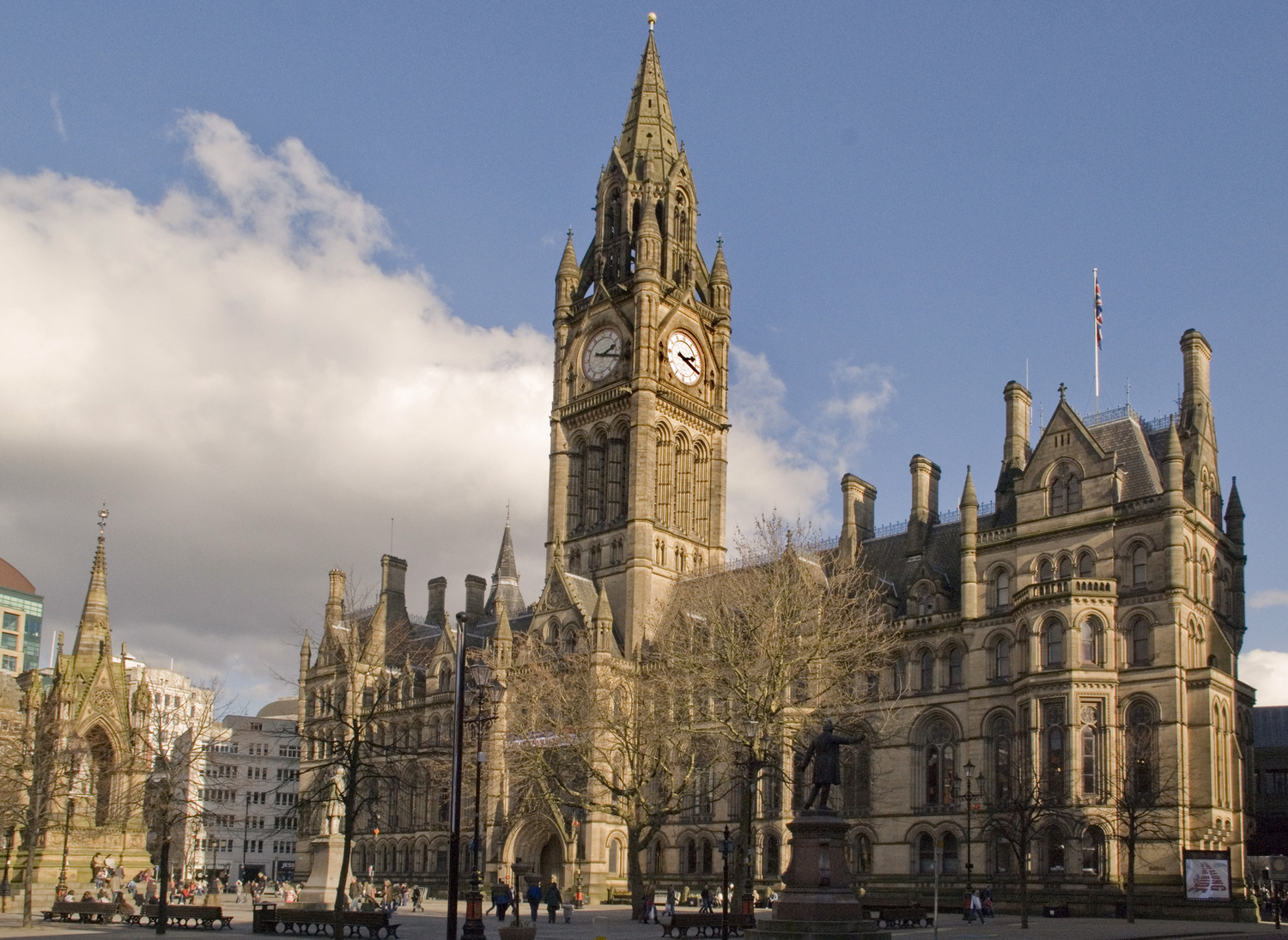
O resultado do referendo foi anunciado para todo o Reino Unido e Gibraltar da Prefeitura de Manchester.

O resultado final do referendo foi anunciado por Jenny Watson, presidente da Comissão Eleitoral, em Manchester em 24 de junho de 2016.
| Referendo sobre a permanência do Reino Unido na União Europeia (2016) | Referendo sobre a permanência do Reino Unido na União Europeia (2016) | Referendo sobre a permanência do Reino Unido na União Europeia (2016) |
| Escolha                                                               | Votos                                                                 | %                                                                     |
| --------------------------------------------------------------------- | --------------------------------------------------------------------- | --------------------------------------------------------------------- |
| Saída                                                                 | 17 410 742                                                            | 51,89%                                                                |
| Permanência                                                           | 16 141 241                                                            | 48,11%                                                                |
| Votos Válidos                                                         | 33 551 983                                                            | 99,92%                                                                |
| Anulados ou brancos                                                   | 26 033                                                                | 0,08%                                                                 |
| Total de votos                                                        | 33 578 016                                                            | 100 00                                                                |
| Eleitores registrados e comparecimento (%)                            | 46 499 537                                                            | 72,21%                                                                |

| Sair: 17.410.742 (51,9%) | Permanecer: 16 141 241 (48,1%) |
| ▲                        |                                |

### Resultado por região

Sair
Permanecer

| Região | Região                             | Comparecimento | Votos      | Votos      | Proporção  | Proporção |
| Região | Região                             | Comparecimento | Permanecer | Sair       | Permanecer | Sair      |
| ------ | ---------------------------------- | -------------- | ---------- | ---------- | ---------- | --------- |
|        | Inglaterra (com Gibraltar)         | 73,0%          | 13 266 996 | 15 188 406 | 46,6%      | 53,4%     |
|        | Leste da Inglaterra                | 75,7%          | 1 448 616  | 1 880 367  | 43,5%      | 56,5%     |
|        | Londres                            | 69,7%          | 2 263 519  | 1 513 232  | 59,9%      | 40,1%     |
|        | Midlands Ocidentais                | 72,0%          | 1 207 175  | 1 755 687  | 40,74%     | 59,26%    |
|        | Midlands Orientais                 | 74,2%          | 1 033 036  | 1 475 479  | 41,2%      | 58,8%     |
|        | Nordeste da Inglaterra             | 69,3%          | 562 595    | 778 103    | 42,0%      | 58,0%     |
|        | Noroeste da Inglaterra             | 70,0%          | 1 699 020  | 1 966 625  | 46,35%     | 53,75%    |
|        | Sudeste da Inglaterra              | 76,8%          | 2 391 718  | 2 567 965  | 48,2%      | 51,8%     |
|        | Sudoeste da Inglaterra e Gibraltar | 76,7%          | 1 503 019  | 1 669 711  | 47,37%     | 52,63%    |
|        | Yorkshire e Humber                 | 70,7%          | 1 158 298  | 1 580 937  | 42,29%     | 57,71%    |
|        | Escócia                            | 67,2%          | 1 661 191  | 1 018 322  | 62,0%      | 38 0%     |
|        | Irlanda do Norte                   | 62,9%          | 440 707    | 349 442    | 55,8%      | 44,2%     |
|        | País de Gales                      | 71,7%          | 772 347    | 854 372    | 47,5%      | 52,5%     |

## Reações
Logo após o horário de encerramento das votações (22h00), o líder do Partido de Independência, Nigel Farage, admitiu derrota do "deixar", com base nas pesquisas de boca de urnas feitas durante o dia. Horas depois, Farage voltou atrás, ao perceber que os votos pela saída do Reino Unido, que começou perdendo, agora eram maioria, dizendo que começou "a sonhar que a aurora está chegando em um Reino Unido independente".

### Independência da Escócia
No dia seguinte a votação, e após o anúncio do resultado do referendo, a primeira-ministra da Escócia, Nicola Sturgeon, afirmou que um segundo plebiscito pela independência da Escócia em relação ao Reino Unido está "em cima da mesa". A maioria dos escoceses votaram pela permanência britânica no bloco, e Sturgeon, que era favorável, disse que o seu governo está trabalhando para aprovar uma emenda que possibilite um novo plebiscito - semelhante ao ocorrido em 2014.
Alex Salmond, ex-premier do país, disse que a votação do referendo pela saída da Grã-Bretanha da União Europeia, foi uma "mudança" significativa e real de como a Escócia se posiciona em relação ao Reino Unido, e que apoiará a realização de uma segunda votação pela independência do país. Além de Salmond, Tony Blair, que foi primeiro-ministro do Reino Unido de 1997 a 2007, afirmou que a Escócia irá deixar o Reino Unido, caso o país optasse por deixar o bloco europeu.
Manfred Weber, líder do Grupo do Partido Popular Europeu, e aliado-chave de Angela Merkel, afirmou que a Escócia seria bem-vinda, caso opte por ser membro da União Europeia.

### Unificação das Irlandas
Martin McGuinness, o vice primeiro-ministro da Irlanda do Norte, pediu uma votação sobre a unificação das Irlandas, diante do referendo que votou pela saída britânica da União Europeia. 56% dos norte-irlandeses votaram favoráveis a permanência do Reino Unido no bloco. O partido nacionalista irlandês Sinn Féin publicou uma nota em seu site, dizendo que um referendo sobre a união das Irlandas é um "imperativo democrático" competente ao governo irlandês e aos partidos nacionalistas. "O norte da Irlanda votou para ficar na União Europeia. O governo britânico não pode ir agora negociar em nome daquele povo para sair da UE", disse um eurodeputado do partido.
Em resposta ao pedido do Sins Fein, Arlene Foster, primeira-ministro da Irlanda do Norte, disse que não haverá referendo sobre a união das Irlandas e que o país "não tem nada a temer". Em entrevista a BBC Radio Ulster, Foster disse considerar o resultado "bom para o Reino Unido".